# Sidney (Nebraska)
Sidney è un comune (city) degli Stati Uniti d'America e capoluogo della contea di Cheyenne nello Stato del Nebraska. La popolazione era di 6.757 abitanti al censimento del 2010.

## Geografia fisica
Secondo lo United States Census Bureau, ha un'area totale di 6,93 mi² (17,95 km²).

## Storia
La città prende il nome da Sidney Dillon, presidente della Union Pacific Railroad. Fu fondata nel 1867 dalla Union Pacific ed è cresciuta intorno alla base militare di Fort Sidney (noto anche come Sidney Barracks), dove i soldati erano di stanza a guardia della ferrovia transcontinentale da potenziali attacchi indiani.
La città divenne il capolinea meridionale della Sidney Black Hills Stage Road che usava il Clarke's Bridge (vicino a Bridgeport, Nebraska) per consentire al traffico militare e civile di raggiungere Fort Robinson, Red Cloud Agency, Spotted Tail Agency, Custer, Dakota del Sud, e Deadwood, Dakota del Sud, verso la fine degli anni 1870 e 1880.
Sidney è sede di uno dei cimiteri Boot Hill del West; molti di quelli sepolti c'erano soldati del forte.

## Società

### Evoluzione demografica
Secondo il censimento del 2010, la popolazione era di 6.757 abitanti.

### Etnie e minoranze straniere
Secondo il censimento del 2010, la composizione etnica della città era formata dal 92,35% di bianchi, lo 0,22% di afroamericani, lo 0,80% di nativi americani, il 2,32% di asiatici, lo 0,07% di oceanici, il 2,74% di altre etnie, e l'1,49% di due o più etnie. Ispanici o latinos di qualunque etnia erano il 7,37% della popolazione.